# Aeroporto Internazionale Abraham González
L'aeroporto Internazionale Abraham González (in spagnolo Aeropuerto Internacional Abraham González) è un aeroporto che serve la città messicana di frontiera Ciudad Juárez, nello stato di Chihuahua.
È intitolato al politico e rivoluzionario messicano Abraham González Casavantes.

## Descrizione

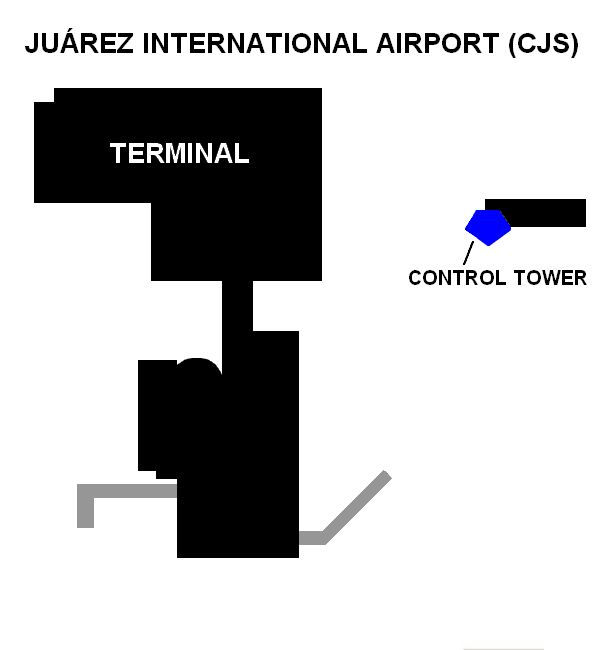
Mappa dell'aeroporto di Ciudad Juárez

L'aeroporto è situato all'interno dell'area urbana di Ciudad Juárez, a 12 chilometri a sud-est del centro della città. L'aeroporto si trova a un'altitudine di 1.190 metri sopra il livello del mare. L'aeroporto ha due piste, la pista principale, 21/03, è lunga 2.700 metri, mentre la pista 15/33 è lunga 1.750 metri e viene utilizzata principalmente per aerei più piccoli. Il piazzale presenta 7 piazzole in grado di ospitare aerei a fusoliera stretta. Il terminal passeggeri ha una superficie di 15.480 metri quadrati e offre una gamma di servizi tipici di un aeroporto nazionale. Questi includono strutture per il check-in per voli nazionali e internazionali, una lounge VIP, aree di parcheggio, servizi di noleggio auto, fermate dei taxi e una sala partenze con 3 porte: A, B e C. Il terminal è stato ristrutturato nel 2003 e nel 2021, dato l'incremento dei passeggeri è stato avviato un nuovo progetto di ampliamento, il cui completamento è previsto per il 2025. Si prevede che l'aeroporto avrà sette porte per per abordare agli aerei, quattro al piano inferiore e tre al piano superiore, queste ultime dotate di nuove passerelle telescopiche.

## Aerolinee e destinazioni
La sua vicinanza all'aeroporto di El Paso e le alte tasse di trasporto per i voli internazionali in Messico, hanno fatto si che l'aeroporto, attualmente, serva solo destinazioni nazionali messicane. I passeggeri che viaggiano verso destinazioni negli Stati Uniti di solito utilizzano l'Aeroporto Internazionale di El Paso, anche se per avere accesso a quest'ultimo aeroporto è necessario essere in possesso di un visto per gli USA.
| Aerolínee e destinazioni nazionali | Aerolínee e destinazioni nazionali                                                                                |
| Aerolinea                          | Destinazioni |
| ---------------------------------- | --- |
| Aeroméxico                         | Ciudad de México                                                                                                  |
| Aeroméxico Connect                 | Ciudad de México                                                                                                  |
| TAR                                | Hermosillo, La Paz, Querétaro, Torreón                                                                            |
| Viva                               | Cancún, Ciudad de México, Ciudad de México–AIFA, Guadalajara, León/El Bajío, Mazatlán, Monterrey, Puerto Vallarta |
| Volaris                            | Cancún, Ciudad de México, Ciudad de México–AIFA, Guadalajara, Monterrey, Tijuana                                  |

## Trasporti
Dal 2024, l'aeroporto di Ciudad Juárez è collegato al centro città dal nuovo servizio del JuárezBus, (simile al Metrobus di Città del Messico), la fermata è ubicata di fronte all'ingresso dei parcheggi.